# Microregione di Cantagalo-Cordeiro
Cantagalo-Cordeiro è una microregione dello Stato di Rio de Janeiro in Brasile, appartenente alla mesoregione di Centro Fluminense.

## Comuni
Comprende 4 municipi:
- Cantagalo
- Carmo
- Cordeiro
- Macuco